# Pilea balfourii
Pilea balfourii är en nässelväxtart som beskrevs av John Gilbert Baker. Pilea balfourii ingår i släktet pileor, och familjen nässelväxter. Inga underarter finns listade i Catalogue of Life.